# 斯賴特冰川
斯賴特冰川（英語：Srite Glacier），是南極洲的冰川，位於帕爾默地，全長37公里，發源自豪貝格山脈的揚克冰原島峰，最終注入奧維爾海岸，美國地質調查局根據測量和該國海軍的空中照片繪入地圖，現時由南極條約體系管理。